# Haematopota pereirai
Haematopota pereirai är en tvåvingeart som beskrevs av Travassos Dias 1963. Haematopota pereirai ingår i släktet Haematopota och familjen bromsar.
Artens utbredningsområde är Moçambique. Inga underarter finns listade i Catalogue of Life.